# Pokoli menyegző (Bűbájos boszorkák)
A Pokoli menyegző a Bűbájos boszorkák című televíziós sorozat első évadjának hatodik epizódja. 
Hatalmas esküvőre készül a Spencer család, San Francisco egyik legbefolyásosabb családja, ugyanis fiuk, Elliott egy szép lányt, Allisont szándékozik feleségül venni. Az esküvő étkeit a Quake étterem szállítja, ahol történetesen az egyik Halliwell-lány is dolgozik, s mivel az étterem főszakácsa külföldön tartózkodik, Piper-nek kell lebonyolítania az esküvői ételek szállítását. De nem is probléma, hiszen csak így észlelhetik a nővérek, hogy egy újonnan érkezett ismerős, Jade elcsavarja Elliot fejét. A nő azonban nem halandó, hanem egy szabályos időközönként a Földre érkező ősöreg szörny, aki a sátán gyermekét szándékozik megszülni…

## Cselekmény
A Spencer birtokon Elliott és Allison a kertben beszélgetnek közelgő esküvőjükről. Allison még mindig rendkívül ideges, ugyanis fél attól, hogy valami rossz történik majd, még mielőtt egybekelnének. Elliott édesanyja igyekszik sürgetni az esküvő időpontját, azonban a birtok bejáratánák egy rég nem látott ismerőst lát meg. A lány, Jade azért jött ide, hogy elmondása szerint beteljesítse a megállapodást, amelyet 20 évvel ezelőtt Mrs. Spencer-rel kötött, melynek eredményeként Mrs. Spencer tehetős asszonnyá vált.
Egy héttel később a Halliwell-házban Prue már szinte toporzékol, amiért Piper már túl sokat tartózkodik az emeleti fürdőszobában, ugyanis rendkívül siet. A terhességi tetszjét vizsgáló Piper végül Phoebe kopogtatására válaszolva elhajt, a teszt dobozát a fürdőszobai szemetesbe dobva. Mikor Phoebe elkezd fogat mosni, véletlenül észreveszi a terhességi teszt dobozát, s mikor felveszi, látomás éri. A látomásban egy démoni gyermeket lát megszületni, amelynek sírása még a szülészorvosnak is hátborzongató érzés…
A konyha tele van süteményekkel, Piper pedig épp elpanaszolja Prue-nak, hogy mivel Chef Moore, a Quake főszakácsa Franciaországba utazott, neki kell elvállalnia a Spencer-féle esküvő ételszolgáltatásának lebonyolítását. Az érkező Phoebe-t egy időre félrevezetik a nővérei között lezajló mondatok, melyből arra következtet, Piper is tud róla, hogy miféle gyermeket vár. Phoebe megemlíti Jeremy, a warlock nevét, mire Piper felhúzza magát, s megtiltja húgának, hogy valaha kiejtse ezt a nevet a száján az elkövetkezendőkben. 
Piper jeep-jével a Spencer-házhoz érkezik, s közli a portás férfival, hogy változás történt az ételszállító személyét illetően. Mielőtt Piper az udvarba gurulna, egy pap fut az autóhoz, s arra figyelmezteti a lányt, - közben az alkalmazottak már lefogva vonszolják - hogy óvakodjon a menyasszonytól, mert ő a démongyermek kihordója, Hekaté. Phoebe időközben beugrik Prue-hoz, hogy közölje vele, mit látott legutóbbi víziójában aznap reggel, de Prue rögtön arra gyanakszik, hogy Phoebe állapotos, s minden bizonnyal ezért tért haza New York-ból, a sértett Phoebe azonban kijelenti, hogy valószínűleg Piper az állapotos, mivel ő volt együtt hetekkel ezelőtt Jeremy-vel. 
A kétségbeesett Allison kérdőre vonja Mrs. Spencert, hogy miért történt a hirtelen váltás Elliott-ban, hiszen eddig úgy szerették egymást. A hölgy azonban elhajtja a könnyekkel küszködő exmenyasszonyt azzal a kijelentéssel, hogy Elliott már nem szereti többé őt. A Spencer-villa konyhájában serénykedő Piper-höz megérkezik Phoebe, így együtt járulhatnak Mrs. Grace Spencer és a menyasszony színe elé. Az érintettek ugyan rendkívül nagy aggodalommal fogadják, hogy a lakodalom ételeinek beszállítását nem Chef Moore felügyeli, Phoebe-nek és Piper-nek sikerül meggyőznie őket arról, hogy a középső Halliwell-lány is képes hasonlóan jó ételeket készíttetni, mint Chef Moore. Távozásuk után a menyasszonyi ruhát varró alkalmazott véletlenül megszúrja egy gombostűvel Jade lábát, aki azonban semmit nem érez meg belőle. 
Allison belopakodik Elliott szobájába, de hamarosan érkezik Jade, Mrs. Spencer és Jade egyik koszorúslányjelöltje, s kizavarják a még mindig zaklatott Allisont. A veszekedés közben a korábban látott pap fellopakodik Jade szobájába, s egy athamét tartva a kezében meg kívánja támadni a lányt, azonban a koszorúslány szörnnyé változva időben megfojtja, s kihajítják az ablakon…
Trask atya halálát a rendőrség is vizsgálja, s Andy-nek és Darryl-nek rendkívül gyanús a menyasszony, akármennyire is ártatlannak mondja magát. Mrs. Spencer Kirstennel, Jade koszorúslányával beszélget, s felháborodva közli a nővel, hogy Jade nem tartja magát a megállapodáshoz, mivel még egy papot is belekevert az ügybe, Kirstentől azonban csak egy fenyegető választ kap. Az aukciós házban Rex és Hannah újabb terveken törik a fejüket, miközben Prue-hoz beállít Andy. A nyomozó épp azt a tőrt hozta el vizsgálatra, amellyel Trask atya a Spencer-birtokon megtámadta a menyasszonyt. Az adatbázisban keresgélve rátalál a tőr (a tőrön található latin felirat: „Nec prius absistit quoad protero prodigium.”, azaz magyarul: Nem nyugodhatok, amíg a démon el nem pusztul.) valódi történetére, amely egy démongyermeket a világra hozó démonhoz, Hekatéhez vezet. 
Aznap este Phoebe elmeséli Pipernek, mire gyanakszik, s hogy attól tart, a végén meg kell majd őt ölnie, hiszen ő Hekaté, az Alvilág királynője, aki a démongyermeket fogja a világra hozni. Prue hazaérkezésekor azonban minden világossá válik. Kiderül, hogy Piper valójában nem is terhes, s hogy a legvalószínűbb gyanúsított Hekatét illetően Jade, az újdonsült menyasszony. Prue kutatásai szerint Hekaté kétszáz évente érkezik a Földre, hogy ceremoniális házasságkötés után megszülje a démongyermeket. Prue, Piper és Phoebe azonnal indulnak is, megbizonyosodni róla, hogy feltevésük valóban igaz-e. A Spencer-rezidenciában Jade és társnői épp leánybúcsút tartanak, majd az érkező pizzásfiúnak álcázott chippendale Jade áldozatául esik, aki hegyes karmait úgy belevési a férfi mellkasába, hogy az életét veszíti…
Miközben másnap a lányok az igazi pár megmentésén és Hekaté likvidálásán dolgoznak, a boncjelentések azt igazolják a rendőrség számára, hogy Trask atyát már az ablakon való „kiugrása” előtt megfojtották. Prue otthonukban fogadja Allisont, eközben Piper és Phoebe a birtokon felügyelik az ételek helyes tárolását és szállítását, eközben igyekeznek újabb ötletekkel előrukkolni az esküvő lefújásával kapcsolatban. Prue ezalatt felajánlja a segítséget Allisonnak, aki - miután Prue feltárta előtte a nagy családi titkot - el is fogadja a felajánlást. 
Piper és Phoebe a fia esküvőjének nem igazán örülő örömanyánál, Mrs. Spencernél próbálkoznak. A hölgy a borospincébe küldi őket, hogy ott találkozzanak, és közösen kifundáljanak egy a menyegző ellehetetlenítésére irányuló tervet. A pincében azonban a két Halliwell-lánynak Jade koszorúslányai elől kell menekülniük…
Miközben Prue és Allison a főbejáratnál várnak Piper-re és Phoebe-re, akik továbbra is fogócskát játszanak a koszorúslányokkal, a rendőrségen megtekintik a Spencer-birtokon készült kamerafelvételeket. Az egyik felvételen Mrs. Spencer szájmozgásából Andy kikövetkezteti, hogy a hölgynek nagyon is sok köze volt ahhoz, hogy Trusk atyát megölték. 
Az esküvő elkezdődik, Phoebe-ék pedig még mindig a pincében tartózkodnak, Prue segítségével azonban sikerül megszabadulniuk üldözőiktől, s így Allisonnal  karöltve félbeszakítják a ceremóniát. Jade az ég felhőit hívja segítségül, minek hatására vihar támad, s a násznép szétszéled, ezalatt Jade-nek alkalma nyílik arra, hogy megfoganjon a démongyerek. A hálószobába berontó Prue, Piper és Phoebe azonban tehetetlenek, ugyanis a Hekatét az Alvilágba visszajuttató tőr eltűnt a táskájából. Elliott azonban megtalálja a tőrt, amelynek segítségével a három szörnnyé vált koszorúslányt és Hekatét is az Alvilágba küldi. 
A menyegzőt végül Allison és Elliott részvételével tartották meg, a három nővér pedig épp az igaz szerelemről, és jövőjükről beszélget, amikor feltűnik Andy, s „elrabolja” a legidősebb testvért húgaitól.

## Árnyékok Könyve

### Ellenségek
Hekaté
Női démon, az Alvilág Királynője, aki kétszáz évente feljön a Földre, hogy elcsábítson egy halandó férfit, akivel kötött rituális házasságát követően megtermékenyüljön, majd kihorhassa a démongyermeket, aki kívülről teljes mértékben ember lesz, de démoni képességekkel fog rendelkezni.
Egy titkos rendtől származó tőrrel lehet csak elűzni. A rend tagjai felesküdtek Hekaté elűzésére. A tőrön egy latin felirat található: "NEC PRIUS ABSISTIT QUOAD PROTERO PRODIGIUM" - "Nem nyugszom, míg a démont le nem győztem."

## Szereplők

### Állandó szereplők
- Prue Halliwell szerepében Shannen Doherty
- Piper Halliwell szerepében Holly Marie Combs
- Phoebe Halliwell szerepében Alyssa Milano
- Andy Trudeau szerepében T. W. King
- Darryl Morris szerepében Dorian Gregory

### Mellékszereplők
- Rex Buckland (a Buckland aukciós ház vezetője) szerepében Neil Roberts
- Hannah Webster (Rex Buckland személyi titkára és szeretője) szerepében Leigh-Allyn Baker

### Epizódszereplők
- Jade D'mon/Hekaté (az Alvilág királynője) szerepében Sara Rose Peterson
- Mrs. Spencer (az örömanya) szerepében Barbara Stock
- Kirsten (a vezető koszorúslány) szerepében Deeny Consiglio
- Allison (az igazi menyasszony) szerepében Christie Lynn Smith
- Elliott (a vőlegény) szerepében Todd Cattel
- Trask atya (a Hekatét megölni szándékozó pap) szerepében Jeffrey Hutchinson

- A főkomornyik szerepében David Moreland
- A békebíró szerepében James Geralden
- A biztonsági őr szerepében Bill Ferrel
- A varrónő szerepében Phoenix Nugent
- Az orvos szerepében Roy Abramsohn
- A biztonsági őr #2 szerepében Thomas Crawford
- A koszorúslány #1 szerepében Jennifer S. Badger
- A koszorúslány #2 szerepében Eileen Weisinger
- A chippendale szerepében Leon Franco

## Apróságok
- Ha a nővérek olyan közel állnak egymáshoz, Piper-nek miért kell eltitkolnia, hogy terhességi tesztet használ. Másrészt ha Piper tisztában van azzal, hogy Phoebe üríti ki a szemetest, miért teszi olyan helyre a dobozt, hogy az rögtön kiszúrható legyen?!?
- A Charmed Magazine amerikai lapnak adott interjújában a sorozat egyik főproducere, Brad Kern azt nyilatkozta, a leforgatott 178 rész közül ez volt a kedvence.
- A démonnal való végső összecsapáskor Prue nem találja a táskájában a tőrt, mire ugyanaz a táska megjelenik Elliott mellett, később valahogyan ismét visszavándorol Prue vállára.
- Amikor Phoebe és Piper informálják a biztonsági őrt, hogy mire készül Trask atya, egyikükön sincs kabát, azonban a következő jelenetben már mindketten kabátban, Phoebe ráadásul egy táskával a vállán szalad az udvarra… még erre is volt idejük?
- Hekaté Asztéria és Perszész segítségét kéri, amikor vihart idéz meg a ceremónia megszakításakor. Asztéria és Perszész a görög mitológia szerint Hekaté szülei voltak.
- Jade vezetékneve, a D'mon enyhe utalás az angolul is hasonlóan hangzó démon szóra.
- Az epizód során megemlítik, hogy Hekaté az alvilág királynője. Nos, ez alapos tévedés lehet, hiszen köztudott, hogy az alvilág egyedüli ura - persze csak a sorozatban - a Forrás.
- Az epizódban elhangzó dal: 
  - Tara MacLean: Evidence